# عباس نیری
عباس نیری (زاده ۱۹۲۵ – درگذشته ۲۰۲۰) آخرین سفیر ایران در مصر (۱۳۵۷–۱۳۵۶) بود